# 耳部
耳部（）は、漢字を部首により分類したグループの一つ。
康熙字典214部首では128番目に置かれる（6画の11番目、未集の11番目）。

## 概要
「耳」字は聴覚を司る人体の器官である耳を意味し、その形に象る。引伸して聴覚を意味する。
また比喩的に物の両側にある運搬などのための取っ手を意味する。その他、語気を表す文法的機能を表す字としても用いられる。
偏旁の意符としては耳や聴覚、音声に関することを示す。このとき左の偏あるいは下の脚の位置に置かれることが多いが、上の冠の位置に置かれることもある。

## 部首の通称
- 日本：みみ・みみへん
- 韓国：귀이부（gwi i bu、みみの耳部）
- 英米：Radical ear

## 部首字
耳
- 中古音
  - 広韻 - 而止切、止韻、上声
  - 詩韻 - 紙韻、上声
  - 三十六字母 - 日母
- 現代音
  - 普通話 - ピンイン：ěr 注音：ㄦˇ ウェード式：erh3
  - 広東語 - Jyutping:ji5 イェール式:yi5
- 日本語 - 音： ジ（漢音）・ニ（呉音） 訓：みみ
- 朝鮮語 - 音：이(i) 訓：귀（gwi、みみ）

## 例字
- 耳
- 3:耶、4:耽、5:聊、7:聖・聘、8:聚・聞、11:聳・聲（声→士部4）・聰（聡8）・聯、12:職、16:聽（聴）・聾、19:𦘐

### 最大画数
20:𦘑